# والتر مكدونالد
والتر مكدونالد (بالإنجليزية: Walter McDonald)‏ (24 مارس 1884 بملبورن في أستراليا - 22 مارس 1955) هو لاعب كريكت أسترالي. لعب مع فريق فكتوريا للكريكت.

## وصلات خارجية
- والتر مكدونالد على موقع إي آس بي آن كريك إنفو (الإنجليزية)